# Секисовка (село)
Секисовка (каз. Секисовка) — село в Глубоковском районе Восточно-Казахстанской области Казахстана. Административный центр и единственный населённый пункт Секисовского сельского округа. Находится примерно в 29 км к северо-востоку от районного центра, посёлка Глубокое. Код КАТО — 634063100.

## История
Основано в 1747 году.

## Население
В 1999 году население села составляло 1811 человек (870 мужчин и 941 женщина). По данным переписи 2009 года в селе проживало 1656 человек (838 мужчин и 818 женщин).

## Известные уроженцы
- Антропова-Савицкая, Ольга Ивановна (род. 1922) — Герой Социалистического Труда.